# At Scrogginses' Corner
At Scrogginses' Corner è un cortometraggio muto del 1912 diretto da Hal Reid. Prodotto dalla Vitagraph e distribuito dalla General Film Company, uscì in sala il 9 aprile 1912. Il protagonista era John Bunny, attore comico molto popolare, che interpretò svariati
film per la Vitagraph.
Nel cast, in una particina, anche la piccola Helene Costello, figlia d'arte, che avrebbe intrapreso insieme alla sorella Dolores la carriera di attrice.

## Produzione
Il film fu prodotto dalla Vitagraph Company of America.

## Distribuzione
Distribuito dalla General Film Company, il film - un cortometraggio in una bobina - uscì nelle sale cinematografiche statunitensi il 9 aprile 1912.